# Grand Prix Formule 1 van Spanje 1977
De Grand Prix Formule 1 van de Spanje 1977 werd gehouden op 8 mei 1977 in Jarama.

## Uitslag
| Positie | Nr | Rijder             | Team               | Ronden | Tijd/Opgave    | Startplaats | Punten |
| ------- | -- | ------------------ | ------------------ | ------ | -------------- | ----------- | ------ |
| 1       | 5  | Mario Andretti     | Lotus-Ford         | 75     | 1:42:.52.22    | 1           | 9      |
| 2       | 12 | Carlos Reutemann   | Ferrari            | 75     | 15.85          | 4           | 6      |
| 3       | 20 | Jody Scheckter     | Wolf-Ford          | 75     | 24.51          | 5           | 4      |
| 4       | 2  | Jochen Mass        | McLaren-Ford       | 75     | 24.87          | 9           | 3      |
| 5       | 6  | Gunnar Nilsson     | Lotus-Ford         | 75     | + 1:05.83      | 12          | 2      |
| 6       | 8  | Hans Joachim Stuck | Brabham-Alfa Romeo | 74     | + 1 Ronde      | 13          | 1      |
| 7       | 26 | Jacques Laffite    | Ligier-Matra       | 74     | + 1 Ronde      | 2           |        |
| 8       | 3  | Ronnie Peterson    | Tyrrell-Ford       | 74     | + 1 Ronde      | 15          |        |
| 9       | 18 | Hans Binder        | Surtees-Ford       | 73     | + 2 Ronden     | 20          |        |
| 10      | 30 | Brett Lunger       | March-Ford         | 72     | + 3 Ronden     | 28          |        |
| 11      | 10 | Ian Scheckter      | March-Ford         | 72     | + 3 Ronden     | 17          |        |
| 12      | 27 | Patrick Neve       | March-Ford         | 71     | + 4 Ronden     | 22          |        |
| 13      | 36 | Emilio de Villota  | McLaren-Ford       | 70     | + 5 Ronden     | 23          |        |
| 14      | 28 | Emerson Fittipaldi | Fittipaldi-Ford    | 70     | + 5 Ronden     | 19          |        |
| NF      | 7  | John Watson        | Brabham-Alfa Romeo | 64     | Benzinesysteem | 6           |        |
| NF      | 17 | Alan Jones         | Shadow-Ford        | 56     | Ongeluk        | 14          |        |
| NF      | 24 | Rupert Keegan      | Hesketh-Ford       | 32     | Ongeluk        | 16          |        |
| NF      | 25 | Harald Ertl        | Hesketh-Ford       | 29     | Radiator       | 18          |        |
| NF      | 16 | Renzo Zorzi        | Shadow-Ford        | 25     | Motor          | 24          |        |
| NF      | 37 | Arturo Merzario    | March-Ford         | 16     | Ophanging      | 21          |        |
| NF      | 4  | Patrick Depailler  | Tyrrell-Ford       | 12     | Motor          | 10          |        |
| NF      | 1  | James Hunt         | McLaren-Ford       | 10     | Motor          | 7           |        |
| NF      | 22 | Clay Regazzoni     | Ensign-Ford        | 9      | Ongeluk        | 8           |        |
| NF      | 19 | Vittorio Brambilla | Surtees-Ford       | 9      | Ongeluk        | 11          |        |
| NF      | 11 | Niki Lauda         | Ferrari            | 0      | Blessure       | 3           |        |
| NQ      | 34 | Jean-Pierre Jarier | Penske-Ford        |        |                |             |        |
| NQ      | 9  | Alex Ribeiro       | March-Ford         |        |                |             |        |
| NQ      | 33 | Boy Hayje          | March-Ford         |        |                |             |        |
| NQ      | 38 | Brian Henton       | March-Ford         |        |                |             |        |
| NQ      | 31 | David Purley       | LEC-Ford           |        |                |             |        |
| NQ      | 35 | Conny Andersson    | BRM                |        |                |             |        |

## Statistieken
| Pole-position | Mario Andretti  | Lotus-Ford   | 1:18.70 |
| Snelste ronde | Jacques Laffite | Ligier-Matra | 1:20.81 |

## Noot
- Dit was het debuut van de Britse coureur Rupert Keegan.
- Dit was de vijfentwintigste Grand Prix-winst voor een Amerikaanse coureur.

1913 · 1923 · 1926 · 1927 · 1933 · 1934 · 1935 · 1951 · 1954 · 1967 · 1968 · 1969 · 1970 · 1971 · 1972 · 1973 · 1974 · 1975 · 1976 · 1977 · 1978 · 1979 · 1980 · 1981 · 1986 · 1987 · 1988 · 1989 · 1990 · 1991 · 1992 · 1993 · 1994 · 1995 · 1996 · 1997 · 1998 · 1999 · 2000 · 2001 · 2002 · 2003 · 2004 · 2005 · 2006 · 2007 · 2008 · 2009 · 2010 · 2011 · 2012 · 2013 · 2014 · 2015 · 2016 · 2017 · 2018 · 2019 · 2020 · 2021 · 2022 · 2023 · 2024 · 2025 · 2026